# Alzira FS
El Club Alzira Fútbol Sala, por razones de patrocinio Family Cash Alzira FS, es un club de fútbol sala fundado en 1985 en Alcira, España. Actualmente juega en Segunda División.

## Historia[2]
Se funda en 1985, comenzando a competir a nivel provincial. La llegada a la ciudad del club valenciano, en la por entonces División de Honor, Distrito 10, hace que el club solo decida tener equipos femeninos. Luego de estar sin competir, el club reinicia la actividad con el nombre de Atlético Alzira FS. Después de 3 temporadas se decide nuevamente denominarse con el nombre original. 
En la temporada 1997-98 obtiene el tÍtulo de Liga Provincial y el consiguiente ascenso a Tercera División. Dos temporadas después, consigue un nuevo tÍtulo y ascender a 1ª Nacional "A".
El club participó en 8 temporadas consecutivas en la categoría de bronce del fútbol sala español, descendiendo en la temporada 2007-08 a 1ª Nacional "B". Tras 10 temporadas en dicha categoría, se regresa a la ya denominada Segunda División B, consigue en su primer año el título y ganando el playoff de ascenso a Segunda División frente al Gomera CFS.
En su primera temporada en la categoría finaliza en la décima posición.
El la temporada 2021/22 consiguió jugar el PlayOff de ascenso a primera división cayendo contra el UMA-Antequeda el cual consiguió el ascenso.
En la temporada 2022/23 quedó 4º en la categoría y tras el PlayOff a falta de dos milesimas del segundo tiempo de la prórroga de en la final del PlayOff de ascenso marcó gol Sena a pase de Joan deshizo el empate que les daría el ascenso a primera división.
La temporada siguiente, en Primera, quedaron últimos (decimosextos) y descendieron a segunda.

## Plantilla 2023/24
| Nacionalidad      | Dorsal | Nombre          | Nombre completo                    | Posición |
| ----------------- | ------ | --------------- | ---------------------------------- | -------- |
| Bandera de España | 1      | Fede            | Federico Pérez Garrigós            | Portero  |
| Bandera de España | 13     | Nacho Serra     | Ignacio Serra Casino               | Portero  |
| Bandera de España | 2      | Joan            | Joan Miguel Piris                  | Cierre   |
| Bandera de España | 4      | Rubi            | Rubén Sánchez Izquierdo            | Cierre   |
| Bandera de España | 6      | Hugo Alonso     | Hugo Alonso Font                   | Cierre   |
| Bandera de Brasil | 50     | Gustavo Barbosa | Gustavo Henrique da Silva Barbosa  | Cierre   |
| Bandera de España | 8      | Peiró           | Jaime Peiró Jarque                 | Ala      |
| Bandera de España | 10     | Gon Castejón    | Gonzalo Castejón Fluixa            | Ala      |
| Bandera de España | 11     | Rafa Usín       | Rafael Usín Guisado                | Ala      |
| Bandera de España | 16     | Álex Naranjo    | Alejandro Naranjo Lerma            | Ala      |
| Bandera de España | 27     | Carlos          | Carlos Gómez Jerez                 | Ala      |
| Bandera de Brasil | 3      | Humberto        | Francisco Humberto De Araújo Alves | Pívot    |
| Bandera de Brasil | 7      | T. Selbach      | Tiago Selbach                      | Pívot    |
| Bandera de España | 9      | Eric Panés      | Eric Panés Félix                   | Pívot    |
| Bandera de España | 14     | Joaki           | Joaquín Gutierrez Vázquez          | Pívot    |
| Bandera de Brasil | 21     | Pesk            | Wesley Macedo da Silva             | Pívot    |